# Beleg van Groningen (1568)
Het Beleg van Groningen werd door Lodewijk van Nassau - tegen de zin van de prins van Oranje - na zijn overwinning in de Slag bij Heiligerlee (1568) voor de stad Groningen gelegd.
Op 3 juni zond Lodewijk acht vaandels naar den Dam en twee naar Delfzijl, om deze te bezetten. De stad werd intussen succesvol verdedigd door Karel van Brimeu, graaf van Megen.  Doordat hij niet over genoeg grof geschut en voldoende toevoer van goederen beschikte, brak hij op 15 juli het beleg op. Op 21 juli leed het Staatse leger een zware nederlaag tijdens de Slag bij Jemmingen.